# 팜유

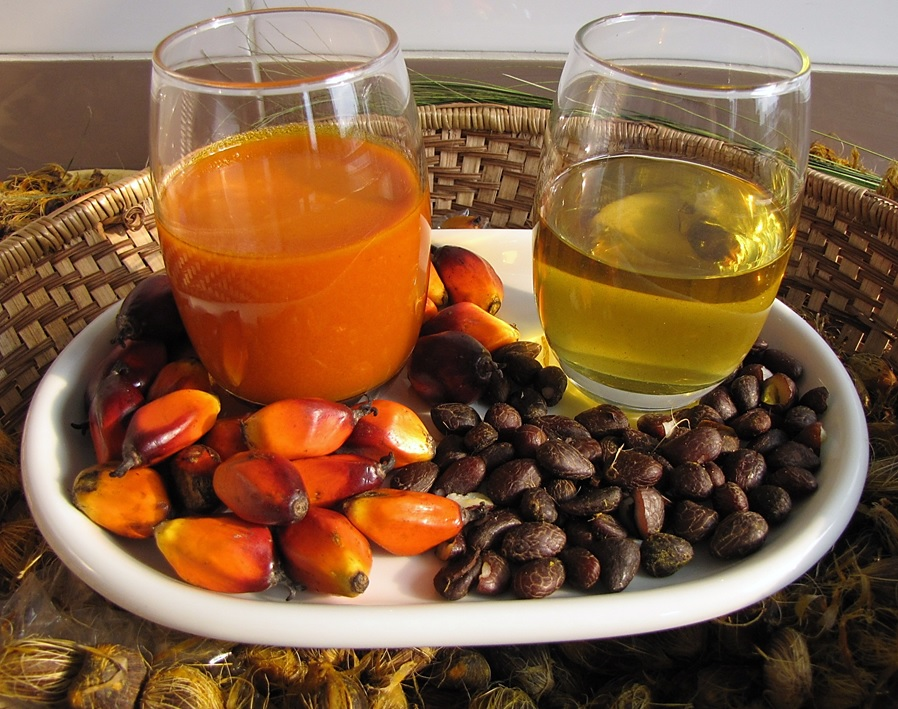
냉압착한 붉은 팜유(왼쪽)와 색이 없는 팜핵유(오른쪽)

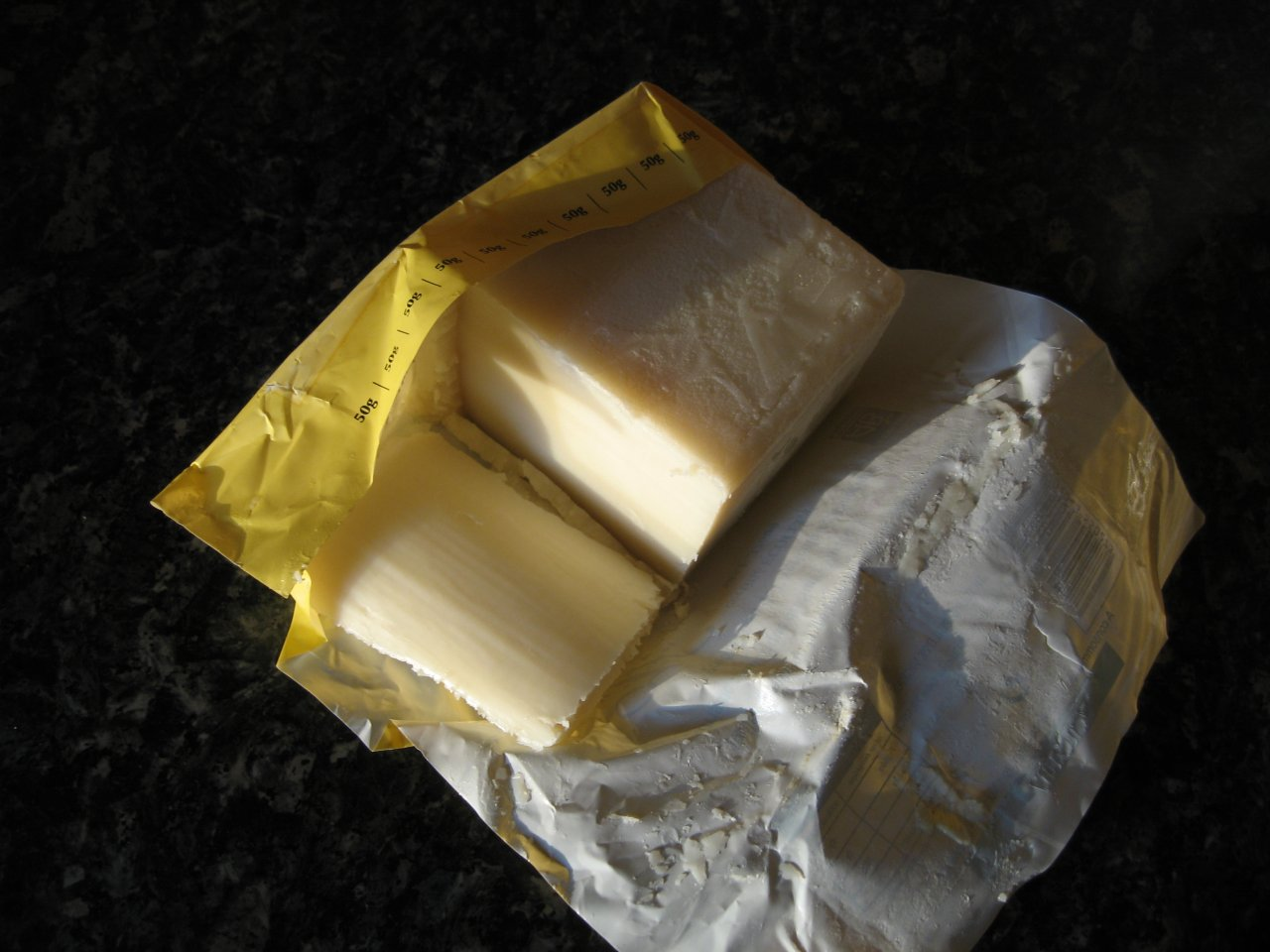
정제 팜유

팜유(palm oil)는 기름야자 열매의 과육(함유분 16~20%)을 쪄서 압축 채유되는 식물성 유지이다. 전세계적으로 최고 생산을 보이는 유지 자원이며, 연간 약 5,500만톤 정도가 생산 및 소비되고 있다. 2011년 기준 대한민국 내 식용 유지 생산 및 소비량은 대두유(약 39만톤) 다음으로 팜유(약 8만톤)가 차지하고 있다. 대한민국에서는 주로 말레이시아에서 수입하며 가공용 유지, 튀김용 유지로서 널리 사용되고 있다. 기름야자 씨에서 짠 팜핵유와는 다르다.
현재 세계 최대의 팜유 생산 회사는 말레이시아 화교 출신의 탄 스리 로버트 쿡이 소유한 Wilmar이다.

## 특징
팜유는 식물성 유지이지만 포화지방산과 불포화지방산이 약 1:1 비율로 구성되어있기 때문에 상온에서 반고체 형태를 유지한다. 지방산 조성은 팔미트산(C16:0 Palmitic acid) 함량이 약 45%, 올레인산(C18:1 Oleic acid) 약 35%, 리놀레산(C18:2 linoleic acid) 약 10% 정도이다.
팜유의 포화지방산의 대부분을 차지하는 팔미트산은 혈청 콜레스테롤 농도를 높이는데 영향을 주지 않는다.
또한 팜유의 경우 가공식품에 사용하는 포화지방인 대두 경화유나 야자 경화유에 비해 혈청 콜레스테롤과 혈청 중성지방을 감소시키고 HDL콜레스테롤은 증가시킨다는 연구 결과가 존재하며, 우지나 참기름에 비해 항혈전 효과나 세포막 유연성 유지 면에서 좋지만, 들기름보다는 떨어진다는 연구결과가 존재한다.

## 중성지방 구조
동물성 지방의 포화지방산은 거의 대부분 triacylglycerol의 sn-2 위치에 있지만, 팜유의 중성지방 구조를 보면, 포화지방산은 sn-1과 sn-3에, 불포화지방산은 거의 대부분(75-87%) sn-2에 위치하고 있다. Triacylglycerol의 sn-1, sn-3 위치의 포화지방은 sn-2에 위치한 포화 지방과 체내 흡수 정도가 다르며, Sn-1, 3 지방산보다 sn-2 위치의 지방산이 흡수율이 좋다. 따라서 팜유는 동물성 지방과는 지방산 위치 구조 특성이 다르기 때문에 체내 흡수도 다르다.

## 식품 산업 활용
팜유는 다른 식물성 유지와 비교하여 불포화 지방산 함량이 낮아 2~4배 높은 산화안정성을 갖고 있어 제조, 유통 과정 중 쉽게 산패되기 어렵고 매우 안정적이다. 식물성 유지이므로 본래는 트랜스지방과 콜레스테롤이 없으나, 체내의 콜레스테롤 합성을 조장하는 포화지방산 함량이 다른 식물성기름(올리브유, 콩기름, 옥수수기름 등)보다 높아 콜레스테롤의 문제로부터 자유롭지 않다. 항산화 성분인 토코페롤과 토코트리에놀 및 카로틴 등 생리활성 물질을 함유하고 있다. 토코트리에놀의 경우 콜레스테롤 생합성을 저해하고, 혈소판 응집을 막아주는 역할을 한다고 알려져 있다. 팜유는 전세계 생산량 1위로 수급이 안정적이며, 튀김 기름에 적합한 발연점과 고소하고 담백한 맛으로 식품 가공 시 제품 본연의 맛을 구현할 수 있기 때문에 식품산업에 널리 쓰이고 있다. 팜유는 주로 라면, 과자, 식용유 등에 쓰여진다.

## 생산

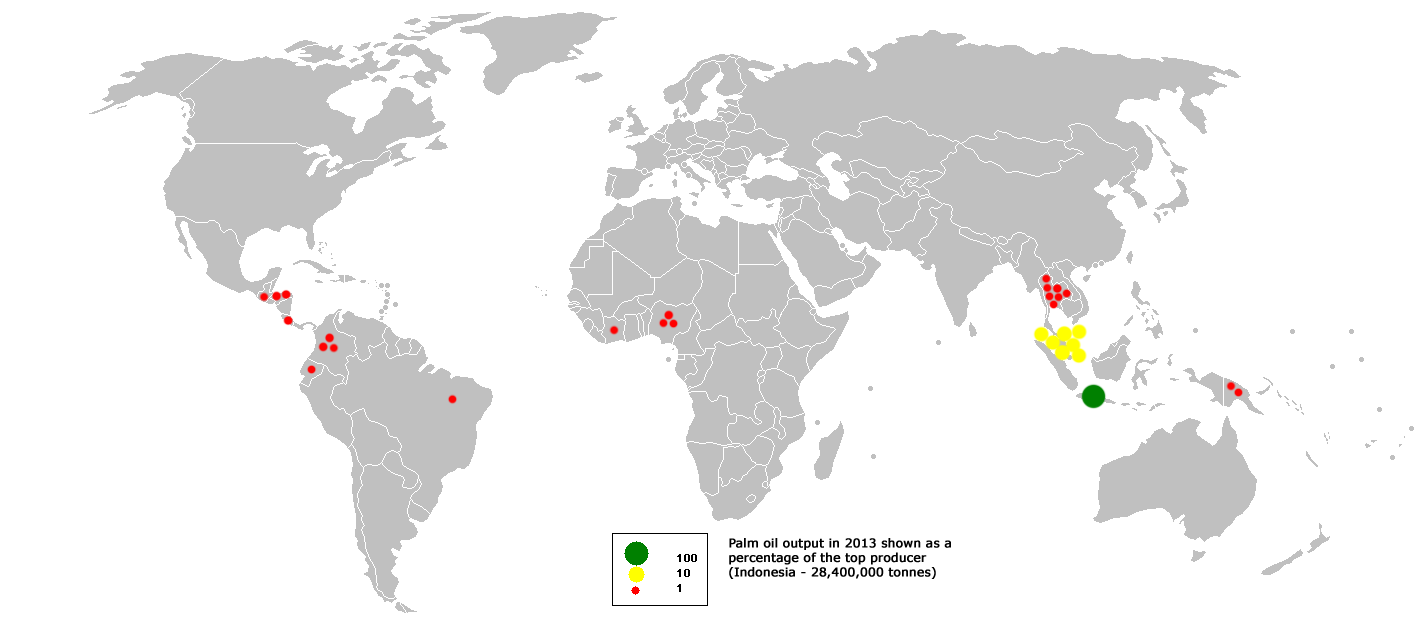
팜유 생산 지도 (2013년)

## 속성
| 유형                                              | 가공 처리 | 포화 지방산 | 단일불포화 지방산 | 단일불포화 지방산 | 고도불포화 지방산 | 고도불포화 지방산 | 고도불포화 지방산 | 고도불포화 지방산 | 발연점          |
| 유형                                              | 가공 처리 | 포화 지방산 | 전체              | 올레 산 (ω-9)     | 전체              | α-리놀렌 산 (ω-3) | 리놀레 산 (ω-6)   | ω-6:3 비율        | 발연점          |
| ------------------------------------------------- | --------- | ----------- | ----------------- | ----------------- | ----------------- | ----------------- | ----------------- | ----------------- | --------------- |
| 아몬드                                            |           |             |                   |                   |                   |                   |                   |                   |                 |
| 아보카도                                          |           | 11.6        | 70.6              | 52-66             | 13.5              | 1                 | 12.5              | 12.5:1            | 250 °C (482 °F) |
| 브라질너트                                        |           | 24.8        | 32.7              | 31.3              | 42.0              | 0.1               | 41.9              | 419:1             | 208 °C (406 °F) |
| 카놀라                                            |           | 7.4         | 63.3              | 61.8              | 28.1              | 9.1               | 18.6              | 2:1               | 238 °C (460 °F) |
| 캐슈나무                                          |           |             |                   |                   |                   |                   |                   |                   |                 |
| 치아씨                                            |           |             |                   |                   |                   |                   |                   |                   |                 |
| 카카오 버터 기름                                  |           |             |                   |                   |                   |                   |                   |                   |                 |
| 코코넛                                            |           | 82.5        | 6.3               | 6                 | 1.7               |                   |                   |                   | 175 °C (347 °F) |
| 옥수수                                            |           | 12.9        | 27.6              | 27.3              | 54.7              | 1                 | 58                | 58:1              | 232 °C (450 °F) |
| 면실                                              |           | 25.9        | 17.8              | 19                | 51.9              | 1                 | 54                | 54:1              | 216 °C (420 °F) |
| 아마씨                                            |           | 9.0         | 18.4              | 18                | 67.8              | 53                | 13                | 0.2:1             | 107 °C (225 °F) |
| 포도씨                                            |           | 10.5        | 14.3              | 14.3              | 74.7              | -                 | 74.7              | 매우 높음         | 216 °C (421 °F) |
| 삼씨                                              |           | 7.0         | 9.0               | 9.0               | 82.0              | 22.0              | 54.0              | 2.5:1             | 166 °C (330 °F) |
| 우라드콩                                          |           |             |                   |                   |                   |                   |                   |                   |                 |
| 겨자기름                                          |           |             |                   |                   |                   |                   |                   |                   |                 |
| 올리브                                            |           | 13.8        | 73.0              | 71.3              | 10.5              | 0.7               | 9.8               | 14:1              | 193 °C (380 °F) |
| 팜                                                |           | 49.3        | 37.0              | 40                | 9.3               | 0.2               | 9.1               | 45.5:1            | 235 °C (455 °F) |
| 땅콩                                              |           | 20.3        | 48.1              | 46.5              | 31.5              | 0                 | 31.4              | 매우 높음         | 232 °C (450 °F) |
| 피칸 기름                                         |           |             |                   |                   |                   |                   |                   |                   |                 |
| 들기름                                            |           |             |                   |                   |                   |                   |                   |                   |                 |
| 겨기름                                            |           |             |                   |                   |                   |                   |                   |                   |                 |
| 잇꽃                                              |           | 7.5         | 75.2              | 75.2              | 12.8              | 0                 | 12.8              | 매우 높음         | 212 °C (414 °F) |
| 참깨                                              | ?         | 14.2        | 39.7              | 39.3              | 41.7              | 0.3               | 41.3              | 138:1             |                 |
| 콩                                                | 부분 경화 | 14.9        | 43.0              | 42.5              | 37.6              | 2.6               | 34.9              | 13.4:1            |                 |
| 콩                                                |           | 15.6        | 22.8              | 22.6              | 57.7              | 7                 | 51                | 7.3:1             | 238 °C (460 °F) |
| 호두기름                                          |           |             |                   |                   |                   |                   |                   |                   |                 |
| 해바라기씨 (표준)                                 |           | 10.3        | 19.5              | 19.5              | 65.7              | 0                 | 65.7              | 매우 높음         | 227 °C (440 °F) |
| 해바라기씨 (< 60% linoleic)                       |           | 10.1        | 45.4              | 45.3              | 40.1              | 0.2               | 39.8              | 199:1             |                 |
| 해바라기씨 (> 70% oleic)                          |           | 9.9         | 83.7              | 82.6              | 3.8               | 0.2               | 3.6               | 18:1              | 232 °C (450 °F) |
| 면실                                              | 경화      | 93.6        | 1.5               |                   | 0.6               | 0.2               | 0.3               | 1.5:1             |                 |
| 팜                                                | 경화      | 88.2        | 5.7               |                   | 0                 |                   |                   |                   |                 |
| 영양 수치는 총 지방 무게 당 백분율(%)로 표현된다. |           |             |                   |                   |                   |                   |                   |                   |                 |

## 같이 보기
- 코코넛기름
- 땅콩기름

## 참고 자료
- 이 문서에는 다음커뮤니케이션(현 카카오)에서 GFDL 또는 CC-SA 라이선스로 배포한 글로벌 세계대백과사전의 내용을 기초로 작성된 글이 포함되어 있습니다.